# Cuore nero (botanica)
Il cuore nero è una malattia della patata e di altre piante tuberose. La malattia colpisce i tuberi, sia sul campo che in magazzino o durante il trasporto, causandone l'annerimento della parte centrale. 

## Sintomi
In particolare la parte centrale, che resta comunque soda e inodore, diventa in modo irregolare di un colore tra il bluetto e il nero e a volte vi si possono formare delle cavità circondate da un tessuto scolorito.
Nonostante l'irregolarità complessiva, tuttavia, si può notare ben netta la linea di demarcazione fra la parte sana e quella malata.
In alcuni casi rari si possono notare delle macchie marroncine o nere sulla superficie.

## Cause
La malattia può svilupparsi quando la patata è sottoposta a una forte umidità o a temperature particolarmente alte (oltre i 32 °C), oppure se il raccolto viene posto in mucchi, a causa della mancanza di ossigeno.
Fra le cause della malattia si può annoverare anche l'eccesso di Anidride carbonica e la mancanza di boro.